# Matt Walker (ishockeyspelare)
För andra betydelser, se Matt Walker.
Matthew "Matt" Walker, född 7 april 1980 i Beaverlodge, är en kanadensisk före detta professionell ishockeyback som tillbringade nio säsonger i den nordamerikanska ishockeyligan National Hockey League (NHL), där han spelade för ishockeyorganisationerna St. Louis Blues, Chicago Blackhawks, Tampa Bay Lightning och Philadelphia Flyers. Han producerade 30 poäng (fyra mål och 26 assists) samt 464 utvisningsminuter på 314 grundspelsmatcher. Walker spelade även för Worcester Icecats och Adirondack Phantoms i American Hockey League (AHL), Peoria Rivermen i ECHL och Portland Winter Hawks och Kootenay Ice i Western Hockey League (WHL).
Han draftades av St. Louis Blues i tredje rundan i 1998 års draft som 83:e spelare totalt.
Walker missade hela säsongen 2012–2013 på grund av ryggskada, han avslutade karriären efter att den tog slut. 2014 flyttade han och hans fru Kate till Nelson i British Columbia och två år senare köpte de det lokala bryggeriet Nelson Brewing Company.

## Statistik
| Källa:     | Källa:                | Källa:     |                                   | Grundserie                        | Grundserie                        | Grundserie                        | Grundserie                        | Grundserie                        |                                   | Slutspel                          | Slutspel                          | Slutspel                          | Slutspel                          | Slutspel |
| Säsong     | Lag                   | Liga       | Matcher                           | Mål                               | Assist                            | Poäng                             | Utv                               | Matcher                           | Mål                               | Assist                            | Poäng                             | Utv                               |                                   |          |
| ---------- | --------------------- | ---------- | --------------------------------- | --------------------------------- | --------------------------------- | --------------------------------- | --------------------------------- | --------------------------------- | --------------------------------- | --------------------------------- | --------------------------------- | --------------------------------- | --------------------------------- | -------- |
| 1996–1997  | Grande Prairie Storm  | AMHL       | 68                                | 22                                | 62                                | 74                                | 186                               | —                                 | —                                 | —                                 | —                                 | —                                 |                                   |          |
| 1997–1998  | Portland Winter Hawks | WHL        | 64                                | 2                                 | 13                                | 15                                | 124                               | 16                                | 0                                 | 0                                 | 0                                 | 21                                |                                   |          |
| 1998–1999  | Portland Winter Hawks | WHL        | 64                                | 1                                 | 10                                | 11                                | 151                               | 4                                 | 0                                 | 1                                 | 1                                 | 6                                 |                                   |          |
| 1999–2000  | Portland Winter Hawks | WHL        | 38                                | 2                                 | 7                                 | 9                                 | 97                                | —                                 | —                                 | —                                 | —                                 | —                                 |                                   |          |
|            | Kootenay Ice          | WHL        | 31                                | 4                                 | 19                                | 23                                | 53                                | 21                                | 3                                 | 15                                | 18                                | 24                                |                                   |          |
| 2000–2001  | Worcester Icecats     | AHL        | 61                                | 4                                 | 8                                 | 12                                | 131                               | 11                                | 0                                 | 0                                 | 0                                 | 6                                 |                                   |          |
|            | Peoria Rivermen       | ECHL       | 8                                 | 1                                 | 0                                 | 1                                 | 79                                | —                                 | —                                 | —                                 | —                                 | —                                 |                                   |          |
| 2001–2002  | Worcester Icecats     | AHL        | 49                                | 2                                 | 11                                | 13                                | 164                               | 3                                 | 0                                 | 0                                 | 0                                 | 8                                 |                                   |          |
| 2002–2003  | St. Louis Blues       | NHL        | 16                                | 0                                 | 1                                 | 1                                 | 38                                | —                                 | —                                 | —                                 | —                                 | —                                 |                                   |          |
|            | Worcester Icecats     | AHL        | 40                                | 1                                 | 8                                 | 9                                 | 58                                | —                                 | —                                 | —                                 | —                                 | —                                 |                                   |          |
| 2003–2004  | St. Louis Blues       | NHL        | 14                                | 0                                 | 1                                 | 1                                 | 25                                | 4                                 | 0                                 | 0                                 | 0                                 | 0                                 |                                   |          |
|            | Worcester Icecats     | AHL        | 4                                 | 0                                 | 1                                 | 1                                 | 7                                 | —                                 | —                                 | —                                 | —                                 | —                                 |                                   |          |
| 2004–2005  | Worcester Icecats     | AHL        | 20                                | 2                                 | 4                                 | 6                                 | 44                                | —                                 | —                                 | —                                 | —                                 | —                                 |                                   |          |
| 2005–2006  | St. Louis Blues       | NHL        | 54                                | 0                                 | 2                                 | 2                                 | 79                                | —                                 | —                                 | —                                 | —                                 | —                                 |                                   |          |
| 2006–2007  | St. Louis Blues       | NHL        | 48                                | 0                                 | 5                                 | 5                                 | 72                                | —                                 | —                                 | —                                 | —                                 | —                                 |                                   |          |
|            | Peoria Rivermen       | AHL        | 2                                 | 0                                 | 1                                 | 1                                 | 0                                 | —                                 | —                                 | —                                 | —                                 | —                                 |                                   |          |
| 2007–2008  | St. Louis Blues       | NHL        | 43                                | 1                                 | 1                                 | 2                                 | 61                                | —                                 | —                                 | —                                 | —                                 | —                                 |                                   |          |
| 2008–2009  | Chicago Blackhawks    | NHL        | 65                                | 1                                 | 13                                | 14                                | 79                                | 17                                | 0                                 | 2                                 | 2                                 | 14                                |                                   |          |
| 2009–2010  | Tampa Bay Lightning   | NHL        | 66                                | 2                                 | 3                                 | 5                                 | 90                                | —                                 | —                                 | —                                 | —                                 | —                                 |                                   |          |
| 2010–2011  | Philadelphia Flyers   | NHL        | 4                                 | 0                                 | 0                                 | 0                                 | 4                                 | —                                 | —                                 | —                                 | —                                 | —                                 |                                   |          |
|            | Adirondack Phantoms   | AHL        | 11                                | 0                                 | 2                                 | 2                                 | 8                                 | —                                 | —                                 | —                                 | —                                 | —                                 |                                   |          |
| 2011–2012  | Philadelphia Flyers   | NHL        | 4                                 | 0                                 | 0                                 | 0                                 | 16                                | —                                 | —                                 | —                                 | —                                 | —                                 |                                   |          |
|            | Adirondack Phantoms   | AHL        | 33                                | 1                                 | 4                                 | 5                                 | 41                                | —                                 | —                                 | —                                 | —                                 | —                                 |                                   |          |
| 2012–2013  | Philadelphia Flyers   | NHL        | Spelade ej på grund av ryggskada. | Spelade ej på grund av ryggskada. | Spelade ej på grund av ryggskada. | Spelade ej på grund av ryggskada. | Spelade ej på grund av ryggskada. | Spelade ej på grund av ryggskada. | Spelade ej på grund av ryggskada. | Spelade ej på grund av ryggskada. | Spelade ej på grund av ryggskada. | Spelade ej på grund av ryggskada. | Spelade ej på grund av ryggskada. |          |
| NHL totalt | NHL totalt            | NHL totalt | 314                               | 4                                 | 26                                | 30                                | 464                               | 21                                | 0                                 | 2                                 | 2                                 | 14                                |                                   |          |
| AHL totalt | AHL totalt            | AHL totalt | 220                               | 10                                | 39                                | 49                                | 453                               | 14                                | 0                                 | 0                                 | 0                                 | 14                                |                                   |          |
| WHL totalt | WHL totalt            | WHL totalt | 197                               | 9                                 | 49                                | 58                                | 425                               | 41                                | 5                                 | 14                                | 19                                | 51                                |                                   |          |